# Thénac
Thénac é uma comuna francesa na região administrativa da Nova Aquitânia, no departamento Dordonha. Estende-se por uma área de 20 km². Em 2010 a comuna tinha 502 habitantes (densidade: 25,1 hab./km²).